# Doreen Tower
La Torre Doreen (en bengalí: দোরিন টাওয়ার) es un complejo de edificios centrados en el sector de  Gulshan, en la ciudad de Daca, la capital del país asiático de Bangladés. El edificio consiste en una torre comercial de 25 pisos que tiene su tope en una altura máxima de 92 metros (302 pies), lo que lo convierte en uno de los edificios más altos en Bangladés. Equipado con todas las comodidades modernas, la torre contribuirá al logro de las actividades generales de las empresas del país, incluidas las importaciones y exportaciones, a un nivel estándar internacional.